# Президентские выборы в Восточном Тиморе (2012)
Президентские выборы в Восточном Тиморе проходили 17 марта (1-й тур) и 16 апреля (2-й тур) 2017 года. Президент Жозе Рамуш-Орта, который мог баллотироваться на второй срок, заявил, что будет баллотироваться на второй срок. Эти выборы рассматривались как испытание «молодой демократии». В результате во втором туре одержал победу бывший военный командир Таур Матан Руак.

## Контекст выборов
Президентство рассматривалось в качестве объединяющего поста для страны после кризиса 1999 года. Кроме этого, на эти президентские выборы смотрели как тест способности Революционного фронта за независимость получить большинство на парламентских выборах, которые должны были проходить чуть позже 7 июля.
Президент Жозе Рамуш-Орта поначалу не хотел переизбираться, но после того, как предвыборное движение набрало 120 тыс. подписей в поддержку его кандидатуры, он решил баллотироваться.

## Избирательная система
Президент Восточного Тимора избирается в два тура по системе абсолютного большинства.
Из 1 100 000 граждан страны около 620 тыс. могли участвовать в голосовании. Страна разделена на 13 избирательных округов.

## Результаты

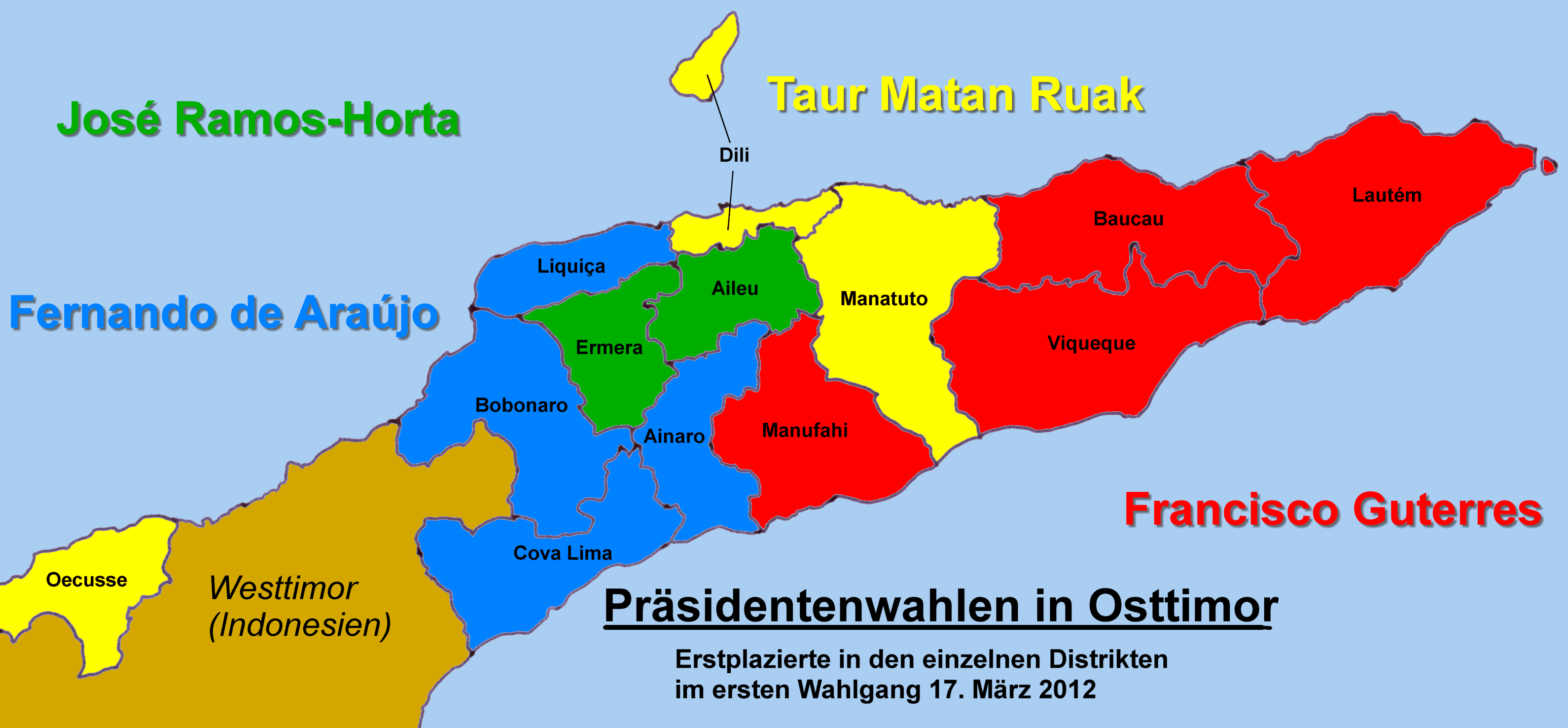
Результаты выборов по округам.
(1-й тур)

| Кандидат                                                     | Партия                                             | 1-й тур | 1-й тур | 2-й тур | 2-й тур |
| Кандидат                                                     | Партия                                             | Голоса  | %       | Голоса  | %       |
| ------------------------------------------------------------ | -------------------------------------------------- | ------- | ------- | ------- | ------- |
| Таур Матан Руак                                              | Независимый (поддержан CNRT)                       | 119 462 | 25,71   | 275 471 | 61,23   |
| Франсишку Гутерриш                                           | ФРЕТИЛИН                                           | 133 635 | 28,76   | 174 408 | 38,77   |
| Жозе Рамуш-Орта                                              | Независимый                                        | 81 231  | 17,48   |         |         |
| Фернандо де Араухо                                           | Демократическая партия                             | 80 381  | 17,30   |         |         |
| Рожерио Лобато                                               | Независимый, член ФРЕТИЛИН                         | 16 219  | 3,49    |         |         |
| Хозе Луиш Гутерриш                                           | Фронт национальной реконструкции Восточного Тимора | 9235    | 1,99    |         |         |
| Мануэл Тилман                                                | Ассоциация тиморских героев                        | 7226    | 1,56    |         |         |
| Абилио Араухо                                                | Тиморская националистическая партия                | 6294    | 1,35    |         |         |
| Лукаш да Кошта                                               | Независимый, член Демократической партии           | 3862    | 0,83    |         |         |
| Франсишко Гомеш                                              | PLPA                                               | 3531    | 0,76    |         |         |
| Мария до Сеу                                                 | Независимый                                        | 1843    | 0,40    |         |         |
| Анжелита Пиреш                                               | Независимый                                        | 1742    | 0,37    |         |         |
| Действительных бюллетеней                                    | Действительных бюллетеней                          | 464 661 | 94,84   | 449 879 | 98,08   |
| Недействительных бюллетеней                                  | Недействительных бюллетеней                        | 18 788  | 3,83    | 6801    | 1,48    |
| Пустых бюллетеней                                            | Пустых бюллетеней                                  | 6484    | 1,32    | 2023    | 0,44    |
| Всего (явка 78,20%/73,12%)                                   | Всего (явка 78,20%/73,12%)                         | 489 933 | 100,00  | 458 703 | 100,00  |
| Источник: CNE (недоступная ссылка), CNE (недоступная ссылка) |                                                    |         |         |         |         |